# 더 로버
《더 로버》(영어: The Rover)는 2014년에 개봉된 오스트레일리아의 디스토피아 서부극 영화이다.
이 영화는 2014년 6월 7일 2014 시드니 영화제에서 상영되었고, 2014년 6월 12일 오스트레일리아에서 극장 개봉되었다. 2014년 6월 13일 뉴욕과 로스앤젤레스에서 한정 개봉되었고, 2014년 6월 20일에 미국에서 확대 개봉되었다.

## 줄거리
세계 경제 붕괴 10년 후 호주 아웃백은 무법천지가 되어 범죄와 빈곤이 만연하고, 소규모 군부대들이 남은 질서를 유지하려 애쓴다. 강도질 중 일이 틀어지자 아치, 케일럽, 헨리는 부상당한 헨리의 동생 레이를 남겨두고 도망친다. 도주 중 아치가 레이를 조롱하자 헨리는 이에 격분하여 아치를 공격하고, 이로 인해 케일럽이 운전하던 트럭을 박는다. 이들은 잡동사니에 얽혀 움직일 수 없게 된 트럭을 버린 뒤 홀로 지내는 정체불명의 인물인 에릭의 차를 훔쳐 달아난다. 에릭은 트럭을 빼내 운전하여 이들을 쫓고, 짧은 추격전 끝에 아치는 차를 멈춘다. 에릭이 이들을 대면하고 아치를 공격하자 헨리가 산탄총 개머리판으로 에릭을 기절시킨다. 
정신을 차린 에릭은 트럭을 몰고 마을로 향하여 여러 장소를 돌아다니며 자신의 차를 본 적이 있는지 묻는다. 에릭은 아편굴에서 난쟁이와 곡예사들을 만나고, 한 난쟁이에게서 권총을 사려고 그의 트레일러로 가던 중에 난쟁이가 키우는 개에게 함부로 돌을 던지는 모습을 본다. 난쟁이가 총을 보여주자 에릭은 그 총으로 난쟁이를 죽이고 총을 챙겨서 나온다. 아편굴 주인을 위협해 차의 행방을 묻고 트럭으로 돌아온 에릭은 레이를 발견한다. 레이는 에릭이 왜 형 헨리의 트럭을 몰고 있는지 궁금해하고, 에릭은 헨리의 행방을 묻지만 레이는 기절한다.
에릭은 상점 주인이 알려 준 의사에게 레이를 데려가 수술을 받게 한다. 에릭은 의사가 돌보는 버려진 개들에게 관심을 보인다. 다음 날 멀리서 차량 두 대가 접근하는 것을 본 에릭은 위험을 감지하고 의사의 소총을 챙긴다. 차량에 탄 사람들은 난쟁이를 죽인 에릭에게 복수하려고 하는 순회 서커스 단원들로 드러난다. 의사의 동료가 동향을 살피려고 밖으로 나오자 단원들이 그를 죽이고, 에릭은 곡예사 셋을 사살한 후 레이와 함께 떠난다.
에릭과 레이는 거의 버려진 마을의 모텔에 머무른다. 에릭이 방을 비운 사이 레이는 스너브노즈드 리볼버를 장전한 뒤 군 차량이 길을 지나가는 것을 본다. 누군가 문을 열려고 하자 레이는 문을 쏜 뒤 자신이 모텔 주인의 어린 딸을 죽인 것을 확인하고 충격을 받는다. 곧 군인들이 레이에게 총격을 가해 레이가 총상을 입지만 에릭이 나타나 군인을 죽이고 레이와 함께 도망친다.
두 사람이 버려진 광산 근처에서 야영하던 중 에릭이 군인들에게 체포되고, 에릭은 근방 군 기지에서 시드니로의 이송을 기다린다. 에릭은 자신이 아내, 그리고 아내가 바람을 피운 상대 남성 둘 다 죽였다는 사실을 당국이 아무렇지도 않게 여기는 것에 분노를 표출한다. 레이는 기지에 침입하여 군인들을 죽이고 에릭을 탈출시킨다.
이후 두 사람은 헨리 일당이 숨어 있는 마을에 도착하고, 한 집 앞에서 에릭의 차를 발견한다. 집 안으로 들어간 에릭은 아치와 케일럽을 총으로 위협하고, 레이는 헨리와 대치한다. 레이는 헨리가 자신을 죽게 내버려뒀다고 격분해 비난하다가 얼결에 총을 쏘고 총알은 벽에 맞는다. 이에 헨리는 반사적으로 총을 쏘아 레이의 목을 맞춘다. 에릭은 총소리를 듣자마자 아치와 케일럽을 죽이고 헨리의 방으로 들어와 레이의 시체를 발견한다. 에릭은 슬픔에 잠긴 헨리를 죽이고 시신들을 모아 불태운다.
후에 에릭은 차를 길가에 세운다. 곧 그가 그토록 차를 찾는 일에 집착했던 이유는 차 트렁크에 그의 죽은 개가 있었기 때문임이 드러난다. 에릭은 사막에 개를 묻을 준비를 한다.

## 출연진
- 가이 피어스
- 로버트 패틴슨
- 스쿠트 맥네리
- 질리언 존스
- 데이비드 필드
- 앤서니 헤이스
- 수전 프라이어
- 내시 에저턴
- 제이미 팰런
- 새뮤얼 F. 리

## 기타 제작진
- 의상: 코피 아일랜드

## 같이 보기
- 오스트레일리아 영화